# 荒涼たる野望
『荒涼たる野望』（こうりょうたるやぼう）は、サンデー毎日に連載された長谷川法世による日本の漫画作品。第一部「政治家への道」、第二部「総理大臣への道」より成る。

## あらすじ
とある田舎町で暮らす青年、捨石鬼一は地元選出の国会議員・大日向鷹彦を深く信頼し、彼の陣営の運動員を務めていた。大日向は見事当選するが、選挙終了後に鬼一は身に覚えの無い選挙違反容疑で逮捕されてしまう。鬼一の幼馴染で、彼の潔白を信じる野木田沙也は大日向の協力を得るために上京するが、そこで大日向と無理やり関係を持たされてしまい、その現場に偶然居合わせた週刊誌記者にスクープされてしまい、スキャンダルとなったことで沙也は地元から姿を消した。
その後鬼一は釈放されるが、自身の拘留中に起きていた出来事を知り、鬼一は大日向を強く憎むがどうすることも出来ず、そうしたもどかしさや苛立ちで地元のスナックでヤケ酒を呷っていたところに見知らぬ老人・孫田兵六から「（大日向が）憎いのならお前があの男より先に総理大臣になって見返してやればいい」と助言される。

## 登場人物
捨石鬼一
主人公。大陸引揚者の祖母と2人暮らしで農業を営む平凡な青年だったが（祖父と父母は帰国後の開拓村での苦労が祟り早世している）、応援していた大日向に裏切られた挙句、幼馴染の沙也を暴行されたことで彼を強く憎むが、自身には彼に勝てるコネや学歴などがないことからあきらめそうになるが、孫田の助けを受けながら議員秘書→政界進出を果たす。加古内閣で農林水産大臣として初入閣を果たす。軍事クーデター計画の発覚時に志賀尾英介に匿われ睡眠薬で眠っているところをＣＩＡに急襲され炎の中に消えた。
孫田兵六
鬼一がヤケ酒を呷っていた時に出会った老人。「総理大臣を育てることが夢」で、鬼一に政界進出→政治家としてのイロハを助言する。大日向条一郎、中目鋭五郎ととも召集され大陸に出征したが、終戦により大陸から引き揚げたときから大日向条一郎を国会議員にすべく中目鋭五郎とともに支える。落選した条一郎の選挙資金を得る為に自社の工場に放火して火災保険を得る計画を立てるも、裏切った大日向条一郎に自宅も放火されて妻子を失い大日向家に復讐を企む。筒川小平に狙われた沙也を保護し以後十数年面倒を見る。軍事クーデターを企むまでになった鬼一に絶望しマスコミにリークする。その結果、裏切りに怒った鬼一に絞殺される。
大日向鷹彦
鬼一が暮らす中選挙区B県3区から出馬した政大党岳園派（世界研究会）の衆議院議員。衆議院議長も務めた大日向条一郎の一人息子。いわゆる「世襲議員」であり、元々政治家になりたくてなったというわけではなく、軽薄な面があり、沙也とのスキャンダルを起こす。当選後は、エコー社疑惑で揺れる丘園派を見限り総理派閥の笹成派入りを目指すも同派幹部万堂要に拒絶される。派閥横断の政策グループ健政クラブを設立し最終的に離党して新党健政クラブを設立し代表になる。筒川小平の次女と結婚し、筒川の指示で政大党に復党。加古内閣で運輸大臣として初入閣を果たす。大臣になってからは国鉄再統合やリニア新幹線を政策として打ち出すも鬼一の前に悉く敗北する。
野木田沙也
鬼一の幼馴染で職業は保育士。鬼一の家の農作業を手伝うなど、優しく面倒見の良い女性。鬼一が選挙違反容疑で逮捕された際に大日向に助けを求めるために上京したが、そこで大日向に無理やり関係を持たされてしまい、週刊誌記事になってしまったことから田舎での好奇の目を避けるために地元から姿を消す。後に、長寿旅館で仲居として働いているところを大日向に偶然見つかり無理やり愛人にされ男子を身ごもることに。保育士の経験から鷹彦にアドバイスした結果、鷹彦の政大党復党を実現させる。
大日向梅子
大日向鷹彦の母親。明治維新で得た利権をテコに大陸利権で成り上がった大日向家の一人娘。戦後の闇問屋から成り上がった高宮家を見下して侮辱する。谷本条一郎と結婚し婿養子に迎え衆議院議長になるまでに支える。条一郎が不能者であり一人息子鷹彦が秘書の村島との不義の子であるという出生の秘密がＣＩＡによって暴露されたことにより破滅する。
村島
大日向の先代からの地元秘書。鷹彦のことを「若さん」と呼び見下したところがある。梅子との間にある秘密を共有する。
高宮茂太郎
鬼一が政界進出への一歩となる「議員秘書」として仕えることになったB県3区選出の政大党衆議院議員。鬼一の活躍もあって建設大臣に就任するもエコー社疑惑により3日で辞任することになる。愛人宅に隠れているときに脳梗塞になり再起不能になり引退。
高宮玉緒
茂太郎の長女。第一子。大会社の会長の息子と結婚するも会長の死により息子が失脚するとさっさと離婚したバツイチの出戻り。当初は鬼一のことを大日向側のスパイではないかと警戒していたが、大日向による沙也への蛮行の事実を知ったことや、鬼一の議員秘書としての働きぶりを見て、鬼一を信頼するようになり、茂太郎が再起不能になった後に鬼一を後継候補に推薦し、渋る後援会を自らが鬼一と結婚するとして説得した。衆銀議員に当選した鬼一と結婚する。
高宮城太郎
茂太郎の長男。第三子。アルコール依存症。飲酒運転中に鬼一の罠にはめられ大日向事務所前で交通事故を起こし茂太郎の後継候補から失脚する。
高宮美緒
茂太郎の三女。第四子。14歳のときに茂太郎の政治資金援助を受けるために舞山一郎に身を捧げ妊娠堕胎する。鬼一を豚と呼び蔑むもその力関係は鬼一が衆議院議員に当選し玉緒と結婚したことで逆転する。後に中目鋭機と結婚されられる。中目との間に1男３女あり。
舞山茂美
茂太郎の次女。第二子。大学生時代は左翼運動に傾倒して父親とは不仲だったが後に舞山一郎と結婚し資金面で父親を支えた。
舞山一郎
茂美の夫。舞山建設の副社長。14歳の美緒をヨットで連れ出し無理やり関係を結ぶ。結果、美緒に妊娠堕胎させる。
中目鋭五郎
大日向条一郎、孫田らとともに出征したB県の黒幕。高宮支持者の結婚式披露宴で挨拶する鬼一を見込み、その立候補に合わせて2000万円の裏金を提供し。鬼一を脅迫した谷江らを謀殺する等、鬼一を総理にすべく加古内閣のスキャンダルをマスコミに流す等、陰に日向に鬼一を総理にすべく支えていく。しかし筒平小平の配下の暴力組織が自宅にトラックを突っ込ませるまで攻撃してくる状態に耐えきれず鬼一が失脚する可能性のある書類を部下に命じて筒平に渡そうとする。
中目鋭機
中目鋭五郎の甥。投資顧問会社を経営し仕手によって莫大な利益を得ている。筒平に仕手戦で攻撃され追いつめられる。
浦北賢治
浦北組専務→社長。B県あけぼの地区埋め立て事業の予定価格を鬼一から入手し落札。莫大な利益をあげ高宮茂太郎に1億円を献金し、それを原資に茂太郎は建設大臣に就任する。以後も鬼一との関係を続け浦北組は急成長するも筒川グループに建設現場で爆破工作等を連続して仕掛けられ会社は倒産状態に。
玉川正臣
B県土木課の職員。孫田の工作に陥れられ、息子正雄の私学入学の費用を孫田から受け取り、あけぼの地区埋立事業の予定価格を漏洩する。
谷江松代
スナック「道づれ」のママ。鬼一を介抱したのがきっかけで男女の関係になる。鬼一に金を貢ぐも裏切られ、鬼一に５００万円を支払えと恐喝するも、中目鋭五郎の部下に折沢とともにプロパン爆発に見せかけて焼き殺される。
折沢力男
「道づれ」の常連客。谷江と別れようとする鬼一を痛めつけたことで鬼一や孫田と知り合う。孫田の指示で数々の工作を働くも谷江と深い仲になり鬼一を脅迫したことで中目鋭五郎の部下に殺される。
筒川小平
筒川コンツェルンの会長。中央の大黒幕。次女を鷹彦と結婚させる。鷹彦を総理にすべく浦北組、中目グループに合法非合法総攻撃をかける。
東丸光臣
政大党衆議院議員。鬼一の所属する派閥東光会の会長。鬼一をB県3区の3人目の公認候補に押し込む。落選した鬼一を裏技を使って当選させる。総理を目指すもある取引をして、派閥ごと福池派に合流。総理を断念する。
農條一
Ｍ県２区選出の衆議院議員。笹成派。鬼一と同期の農家出身の議員。加古内閣で政大党幹事長。
草野十三
徳岡派（徳知会）内桑山会エコー社疑惑で退陣した笹成妖策の後継総理。傀儡と見られていたが徐々に権力を掌握していき長期政権となる。
阿瀬田
草野内閣の官房長官。笹成派。草野の仕掛けたオーシャン社疑惑で失脚しそうになるが草野に助けられ、以後は草野の忠実な部下となる。
辻木栄輔
政大党政調会長。草野の仕掛けた絵画取引の不正で追いつめられるも草野に助けられ、以後は草野に忠誠を尽くす。
笹成妖策
総理大臣。笹成派（王道会）会長。エコー社疑惑で退陣する。以後も復権を目指し元大手新聞社の外崎央司をブレーンに策謀をめぐらすも果たせなかった。
万堂要
幹事長→笹成派幹部。笹成とは長年の刎頚の友。新人議員時代に大日向条一郎にピンチを救ってもらい、その恩返しの息子の鷹彦の政大党復党に協力する。エコー社疑惑以後は政界を引退し自伝を書くが、それが鷹彦の恰好の宣伝材料となる。
泉川
万堂の後継幹事長。笹成派を裏切り東丸に接近する。
綾島重栄
建設大臣。エコー社疑惑で大臣を辞任する。後継に高宮茂太郎が就任するも同じくエコー社疑惑で3日で辞任することに。
徳岡貢
徳岡派(徳知会)会長。草野内閣の総裁派閥。
荒尾波十郎
荒尾派（荒波会）会長。
岳園玄典
岳園派（世界研究会）会長。大日向親子の所属派閥。エコー社疑惑で失脚し派閥も離脱者を多数出し衰退する。
福池繁
福池派（土日会）会長。東丸光臣の東光会を吸収し有力派閥となる。
光森輪吉
光森派(光輪会)会長。
加古
鬼一、鷹彦が初入閣した内閣の総理大臣。中目鋭五郎の仕掛けた2億円疑惑で追い込まれ総辞職する。
佃沢将雄
加古内閣の防衛庁長官。国際問題研究所所長。国防族の重鎮。鬼一を総理にして軍事クーデターを企む。
志賀尾英介
元防衛研究所所属の自衛艦で国際問題研究所員。佃沢の腹心の部下で、スキャンダルを恐れた鷹彦の依頼で沙也を殺そうとした筒川の手のものから沙也を保護したり、筒川の攻撃に耐えきれず裏切って筒川に鬼一の失脚する資料を提供しようとした中目鋭五郎の部下を殺害し資料を奪取する。軍事クーデターの計画が発覚して窮地にたった鬼一を佃沢の殺害命令を拒否して匿うも、マイケル・グリーンらを殺害したことでＣＩＡの報復攻撃にあい炎の中に消えた。
マイケル・グリーン
ＣＩＡの情報員。将来総理になる可能性のある鬼一の調査を行う。その過程で鬼一らの軍事クーデターの計画を察知するもアメリカ政府の指示は鬼一をトップにせよであった。その指示に従い鷹彦の出生の秘密をリークして失脚させる。その後も鬼一の軍事クーデターの調査を続けるも志賀尾の部下によって日本支部の同僚らとともに射殺される。